# Allobates amissibilis
Allobates amissibilis es una especie de anfibio anuro de la familia Aromobatidae.

## Distribución geográfica
Esta especie es endémica de Guyana y hace parte de la reclamación venezolana de la (Guayana Esequiba). Habita entre los 160 y 950 m de altitud en las montañas Iwokrama.

## Descripción
Allobates amissibilis mide de 16.3 a 17.8 mm.

## Publicación original
- Kok, Hölting & Ernst, 2013 : A third microendemic to the Iwokrama Mountains of central Guyana: a new cryptic species of Allobates Zimmerman and Zimmerman, 1988 (Anura: Aromobatidae). Organisms Diversity & Evolution, vol. 13, n.º 4, p. 621-638.[3]